# Seznam ministrů spravedlnosti Československa
Seznam ministrů spravedlnosti Československa představuje chronologický přehled členů československých vlád, kteří vedli ministerstvo spravedlnosti:

## První republika(1918–1938)
| Č.  |                               | Portrét | Jméno               | Strana    | Ve funkci          | Ve funkci        | Vláda                         |
| Č.  | Od                            | Portrét | Jméno               | Strana    | Do                 |                  | Vláda                         |
| --- | ----------------------------- | ------- | ------------------- | --------- | ------------------ | ---------------- | ----------------------------- |
| 1.  |                               |         | František Soukup    | ČSSD      | 14. listopadu 1918 | 8. července 1919 | Vláda Karla Kramáře           |
| 2.  |                               |         | František Veselý    | ČSP       | 8. července 1919   | 25. května 1920  | První vláda Vlastimila Tusara |
| 2.  | ČSS                           |         | František Veselý    |           | 8. července 1919   | 25. května 1920  | První vláda Vlastimila Tusara |
| 3.  |                               |         | Alfréd Meissner     | ČSSD      | 25. května 1920    | 15. září 1920    | Druhá vláda Vlastimila Tusara |
| 4.  |                               |         | Augustin Popelka    | nestraník | 15. září 1920      | 26. září 1921    | První vláda Jana Černého      |
| 5.  |                               |         | Josef Dolanský      | ČSL       | 26. září 1921      | 9. prosince 1925 | Vláda Edvarda Beneše          |
| 5.  | První vláda Antonína Švehly   |         | Josef Dolanský      | ČSL       | 26. září 1921      | 9. prosince 1925 |                               |
| 6.  |                               |         | Karel Viškovský     | RSZML     | 9. prosince 1925   | 18. března 1926  | Druhá vláda Antonína Švehly   |
| 7.  |                               |         | Jiří Haussmann      | nestraník | 18. března 1926    | 12. října 1926   | Druhá vláda Jana Černého      |
| 8.  |                               |         | Robert Mayr-Harting | DCV       | 12. října 1926     | 7. prosince 1929 | Třetí vláda Antonína Švehly   |
| 8.  | První vláda Františka Udržala |         | Robert Mayr-Harting | DCV       | 12. října 1926     | 7. prosince 1929 |                               |
| 9.  |                               |         | Alfréd Meissner     | ČSSD      | 7. prosince 1929   | 14. února 1934   | Druhá vláda Františka Udržala |
| 9.  | První vláda Jana Malypetra    |         | Alfréd Meissner     | ČSSD      | 7. prosince 1929   | 14. února 1934   |                               |
| 10. |                               |         | Ivan Dérer          | ČSSD      | 14. února 1934     | 22. září 1938    | Druhá vláda Jana Malypetra    |
| 10. | První vláda Milana Hodži      |         | Ivan Dérer          | ČSSD      | 14. února 1934     | 22. září 1938    |                               |
| 10. | Druhá vláda Milana Hodži      |         | Ivan Dérer          | ČSSD      | 14. února 1934     | 22. září 1938    |                               |
| 10. | Třetí vláda Milana Hodži      |         | Ivan Dérer          | ČSSD      | 14. února 1934     | 22. září 1938    |                               |

## Druhá republika(1938–1939)
| Č. |                           | Portrét | Jméno               | Strana    | Ve funkci        | Ve funkci        | Vláda                      |  |
| Č. | Od                        | Portrét | Jméno               | Strana    | Do               |                  | Vláda                      |  |
| -- | ------------------------- | ------- | ------------------- | --------- | ---------------- | ---------------- | -------------------------- |  |
| 1. |                           |         | Vladimír Fajnor     | nestraník | 22. září 1938    | 14. října 1938   | První vláda Jana Syrového  |  |
| 1. | Druhá vláda Jana Syrového |         | Vladimír Fajnor     | nestraník | 22. září 1938    | 14. října 1938   |                            |  |
| 2. |                           |         | Ladislav Feierabend | RSZML     | 14. října 1938   | 1. prosince 1938 | Druhá vláda Jana Syrového  |  |
| 2. | SNJ                       |         | Ladislav Feierabend |           | 14. října 1938   | 1. prosince 1938 | Druhá vláda Jana Syrového  |  |
| 3. |                           |         | Jaroslav Krejčí     | SNJ       | 1. prosince 1938 | 15. března 1939  | První vláda Rudolfa Berana |  |

## Československá vláda v emigraci
| Č. |                                 | Portrét | Jméno             | Strana | Ve funkci      | Ve funkci     | Vláda                           |
| Č. | Od                              | Portrét | Jméno             | Strana | Do             |               | Vláda                           |
| -- | ------------------------------- | ------- | ----------------- | ------ | -------------- | ------------- | ------------------------------- |
| 1. |                                 |         | Jaroslav Stránský | ČSNS   | 27. října 1941 | 5. dubna 1945 | První exilová vláda Jana Šrámka |
| 1. | Druhá exilová vláda Jana Šrámka |         | Jaroslav Stránský | ČSNS   | 27. října 1941 | 5. dubna 1945 |                                 |

## Poválečné Československo (1945–1968)
| Č. |                                               | Portrét               | Jméno             | Strana | Ve funkci         | Ve funkci         | Vláda                                         |
| Č. | Od                                            | Portrét               | Jméno             | Strana | Do                |                   | Vláda                                         |
| -- | --------------------------------------------- | --------------------- | ----------------- | ------ | ----------------- | ----------------- | --------------------------------------------- |
| 1. |                                               |                       | Jaroslav Stránský | ČSNS   | 5. dubna 1945     | 6. listopadu 1945 | První vláda Zdeňka Fierlingera                |
| 2. |                                               |                       | Prokop Drtina     | ČSNS   | 6. listopadu 1945 | 25. února 1948    | Druhá vláda Zdeňka Fierlingera                |
| 2. | První vláda Klementa Gottwalda                |                       | Prokop Drtina     | ČSNS   | 6. listopadu 1945 | 25. února 1948    |                                               |
| 3. |                                               |                       | Alexej Čepička    | KSČ    | 25. února 1948    | 25. dubna 1950    | Druhá vláda Klementa Gottwalda                |
| 3. | Vláda Antonína Zápotockého a Viliama Širokého |                       | Alexej Čepička    | KSČ    | 25. února 1948    | 25. dubna 1950    |                                               |
| 4. |                                               |                       | Štefan Rais       | KSČ    | 25. dubna 1950    | 14. září 1953     | Vláda Antonína Zápotockého a Viliama Širokého |
| 5. |                                               | Není dostupný portrét | Václav Škoda      | KSČ    | 14. září 1953     | 12. prosince 1954 | Vláda Antonína Zápotockého a Viliama Širokého |
| 6. |                                               | Není dostupný portrét | Jan Bartuška      | KSČ    | 12. prosince 1954 | 16. června 1956   | Druhá vláda Viliama Širokého                  |
| 7. |                                               | Není dostupný portrét | Václav Škoda      | KSČ    | 16. června 1956   | 11. července 1960 | Druhá vláda Viliama Širokého                  |
| 8. |                                               |                       | Alois Neuman      | ČSS    | 11. července 1960 | 8. dubna 1968     | Třetí vláda Viliama Širokého                  |
| 8. | Vláda Jozefa Lenárta                          |                       | Alois Neuman      | ČSS    | 11. července 1960 | 8. dubna 1968     |                                               |
| 9. |                                               | Není dostupný portrét | Bohuslav Kučera   | ČSS    | 8. dubna 1968     | 31. prosince 1968 | První vláda Oldřicha Černíka                  |